# 제10회 일본 중의원 의원 총선거
제10회 일본 중의원의원 선거는 1908년 3월 1일 일본에서 치러진 중의원의원의 선거로, 85.29%의 투표율을 기록했다

## 선거 결과
| 정당       | 의석수 |
| ---------- | ------ |
| 입헌정우회 | 187석  |
| 헌정본당   | 70석   |
| 대동구락부 | 29석   |
| 유신회     | 29석   |
| 무소속     | 64석   |
| 합계       | 379    |